# Endocitosi

Rappresentazione schematica dei diversi tipi di endocitosi

L'endocitosi è un processo riguardante la periferia cellulare, attraverso il quale la cellula internalizza molecole o corpi presenti nello spazio extracellulare in maniera massiva tramite la modificazione della forma della sua membrana plasmatica, che crea uno spazio per racchiudere il materiale da introdurre nella cellula in una vescicola, detta "vescicola endocitica". Questa vescicola viene quindi convogliata nel citoplasma tramite microtubuli.
L'endocitosi è un processo che richiede consumo di energia da parte della cellula. Tra le sue funzioni vi sono quelle di consentire l'introduzione di strutture cellulari e di molecole ad alto peso molecolare, per la loro digestione intracellulare e per azione di enzimi idrolitici presenti nei lisosomi, e di consentire l'internalizzazione della membrana cellulare in eccesso e di specifiche molecole esposte sulla sua superficie in modo da regolare la morfologia, l'area e la funzione di segnalazione della membrana plasmatica.
Alcuni processi di endocitosi non portano alla formazione di vescicole destinate a fondersi con lisosomi bensì sono coinvolte nel processo di trasduzione del segnale, ad esempio i caveosomi che si formano per mezzo di proteine specifiche (caveolina).
Si riconoscono tre tipi di endocitosi:
- Endocitosi mediata da recettori: è regolata e specifica. In questo tipo di endocitosi la cellula riconosce il suo substrato (materiale da ingerire) mediante proteine di membrana. Queste proteine sono in grado di legare, esternamente, il materiale da introdurre e, internamente, particolari proteine chiamate clatrine. Viene così organizzata una rete di clatrine che possiede già una sua curvatura intrinseca e che contribuisce all'invaginazione del plasmalemma. Le clatrine sono organizzate e stabilizzate nella loro struttura reticolare dalle proteine "adattine". Nel momento in cui l'invaginazione deve richiudersi su se stessa interviene una terza proteina, detta dinamina che, di fatto, "scinde" il plasmalemma dalla nuova membrana protoplasmatica della neoformata vescicola. L'endocitosi mediata da recettori è sfruttata anche dai Virus per entrare nelle cellule ospiti.
- Endocitosi in fase fluida o pinocitosi: è costitutiva e aspecifica, ossia la cellula introduce piccole gocce di matrice extracellulare (ECM) in maniera indifferenziata. Questo è possibile perché il materiale in questione è presente disciolto in soluzione acquosa. Questo particolare tipo di endocitosi è detto pinocitosi. Nell'endocitosi la cellula ingloba le macromolecole o altre particelle, formando con la propria membrana delle vescicole nel citoplasma.
- Fagocitosi

## Mondo vegetale
L'endocitosi di batteri Rhizobium che si osserva nei noduli delle Leguminose è un evento unico nel mondo vegetale.
Le tappe dell'endocitosi prevedono:
- Scomparsa della parete del filamento di infezione
- Invaginazione della membrana plasmatica
- Esclusione del materiale di matrice del filamento di infezione e formazione del simbiosoma.

In seguito nel rizobio avviene una rapida moltiplicazione cellulare, una endoreduplicazione del DNA, una modifica della superficie cellulare, lo sviluppo della competenza per l'azotofissazione e il finale blocco della divisione cellulare.

## Nella farmacologia traslazionale
Studi in vivo Ccndotti sui topi sono riusciti a veicolare nelle cellule i Protac, una classe di farmaci antitumorali efficienti che era stata abbandonata a causa delle dimensioni delle molecole che non erano in grado di oltrepassare la membrana cellulare.
L'endocitosi mediata dai recettori di membrana CD36 è in grado di superare questo limite e di veicolare farmaci abbandonati da tempo utili contro le malattie neurodegenerative, infiammatorie e rare.
Sono necessarie valutazioni tossicologiche dettagliate e un controllo stringente degli effetti a lungo termine sull'uomo.